# ビーズ手芸

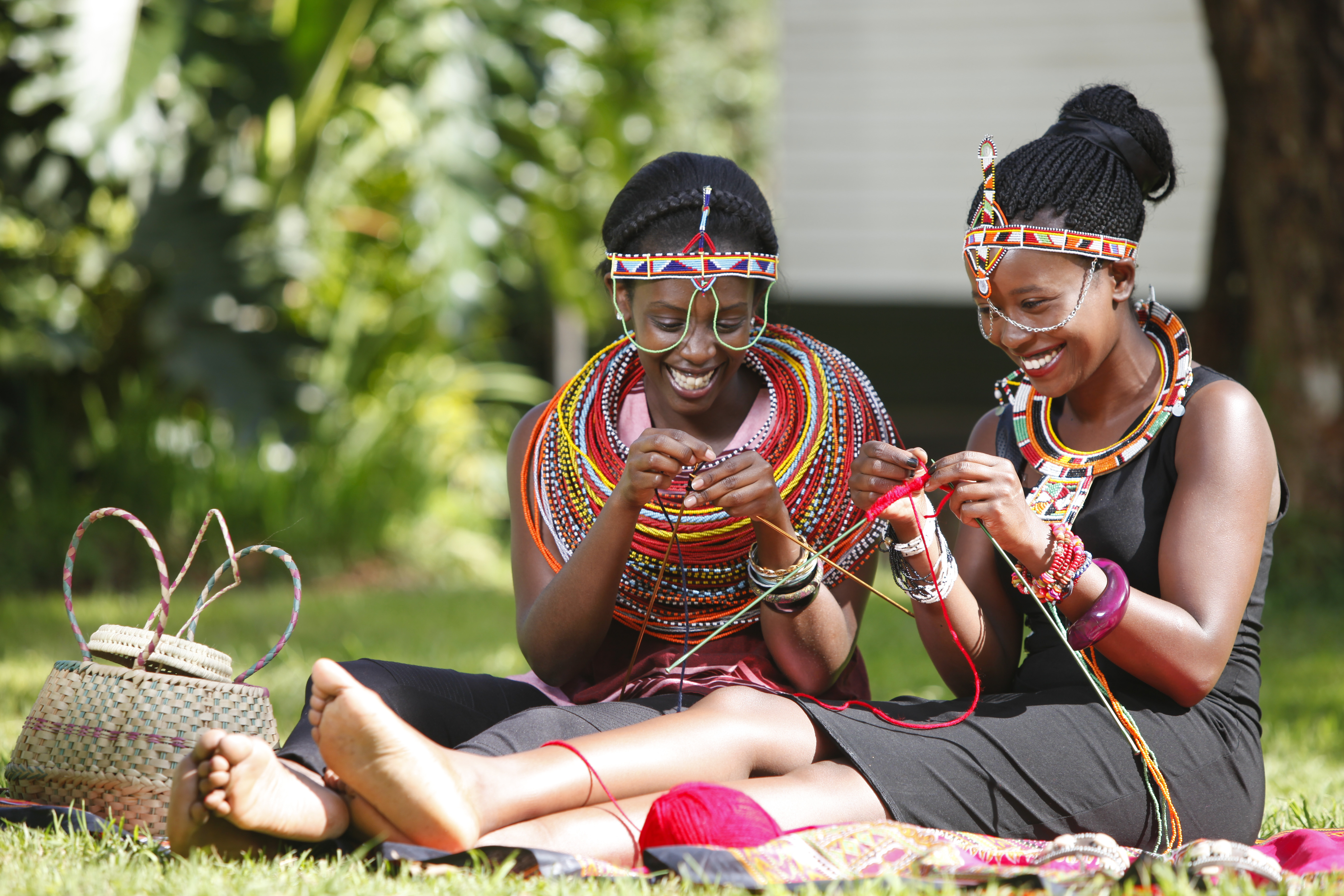
ビーズ細工を作るケニアの女性

ビーズ手芸（ビーズしゅげい）とは、手芸の一種で、ビーズを使用して小物を制作したり、衣服にビーズを縫い付けて加工することである。
『ビーズ手芸』は当初、ビーズを衣装に縫い付けて飾りとすることを指していたが、生産技術の発達によって安価なビーズが大量に出回るようになったことから、ビーズを使用してアクセサリーやマスコットを作成することへと意味が変化した。

## 種類
- ビーズ手芸（狭義）・ビーズ刺繍

- ビーズを衣服や服飾小物に縫い付けること。刺繍（ビーズ刺繍）やスパンコールと組み合わせることが多い。

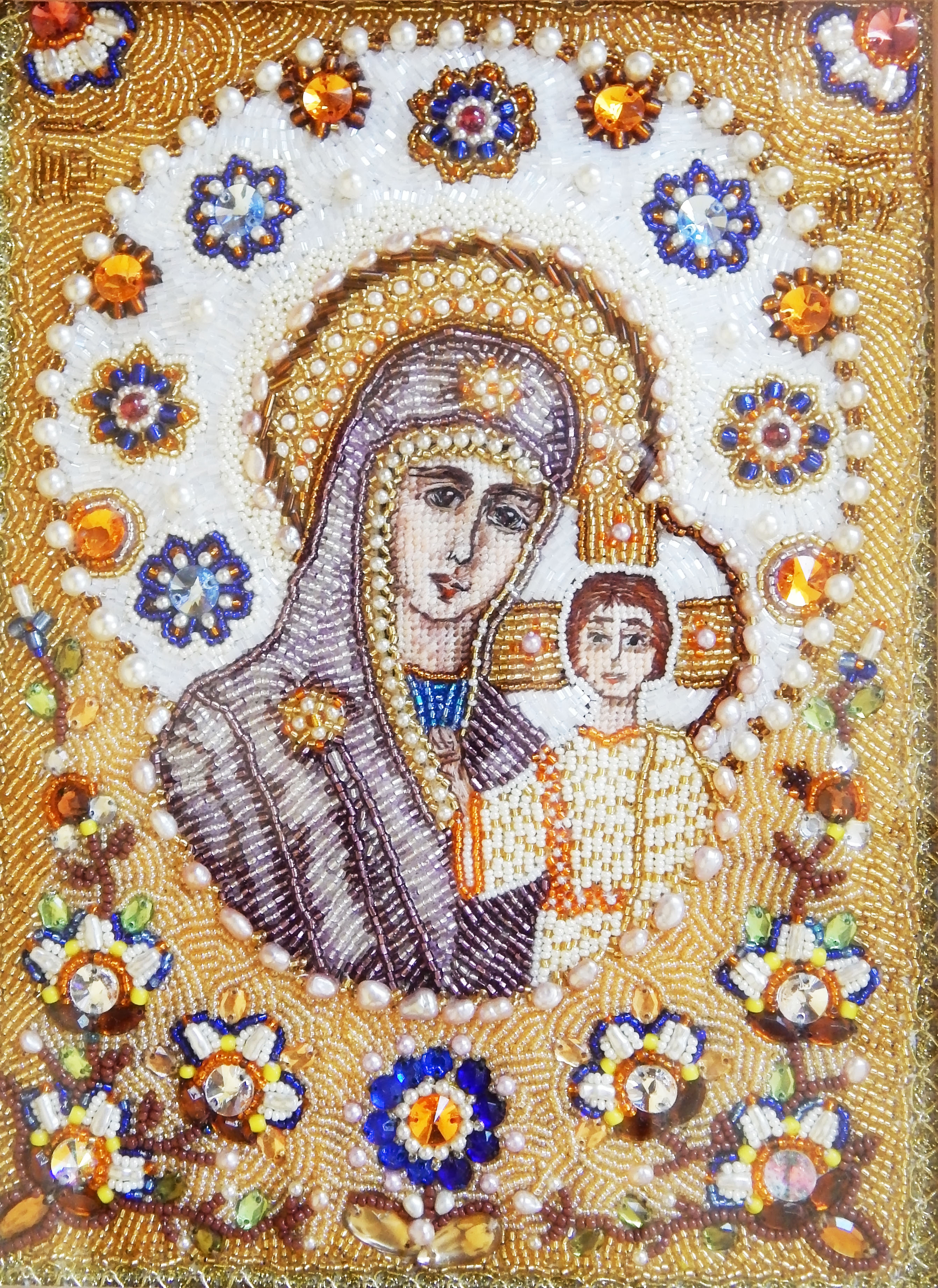
ウクライナの作家アグネス・デニシヴナ・リヤシェンコのビーズ刺繍のイコン（2006年）

- - タティングレース
  - ビーズ編み（英語版）

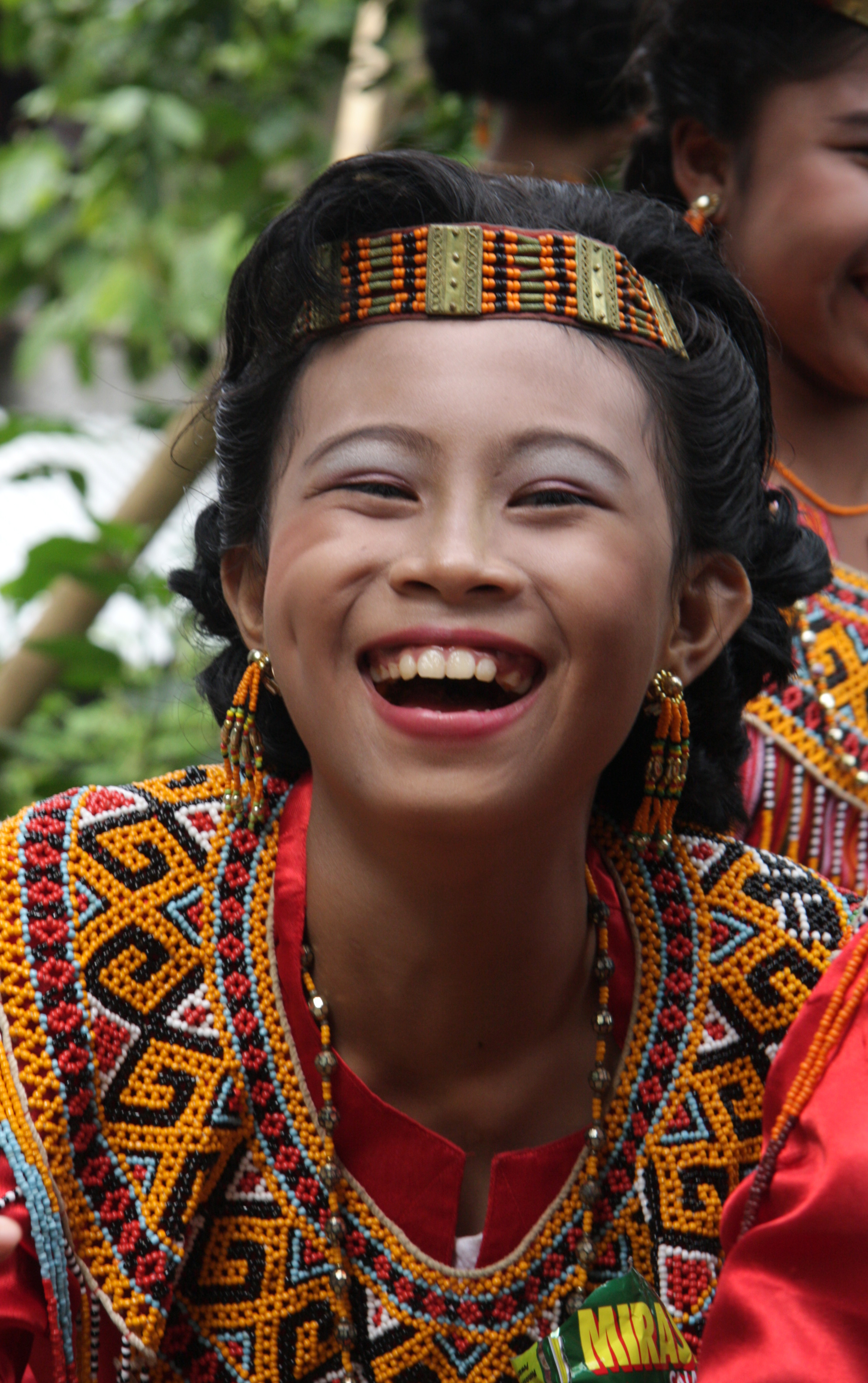
インドネシアトラジャ族のビーズアクセサリー

- ビーズ織り （loom） - 織り機を使用してビーズを使ったアクセサリーを作成すること。
- オフルーム （off loom） - 織り機を使用せずにビーズを使用したアクセサリーを作ること。テグスやワイヤーを使用したものもオフルームに含まれるが、日本では、スクエアステッチ （Square Stitch（英語版）） やペイヨットステッチ （Peyote Stitch（英語版）） といった、針と糸を使用したビーズアクセサリーをさすことが多い。
  - ビーズステッチ - 針と糸を使用してビーズアクセサリーを作成すること。テグスを使用する物より柔らかい作品ができる。
  - テグス編み・ビーズアクセサリー・ビーズモチーフ - ビーズに釣りに使われるテグスや極細のワイヤーを通して、アクセサリーを作ったり、動物などのモチーフを作ること。正式な名称はなく、使用する素材や、編み方、完成品の用途などで呼び分けている。アジアンノットやワイヤーワークと組み合わせることもある。

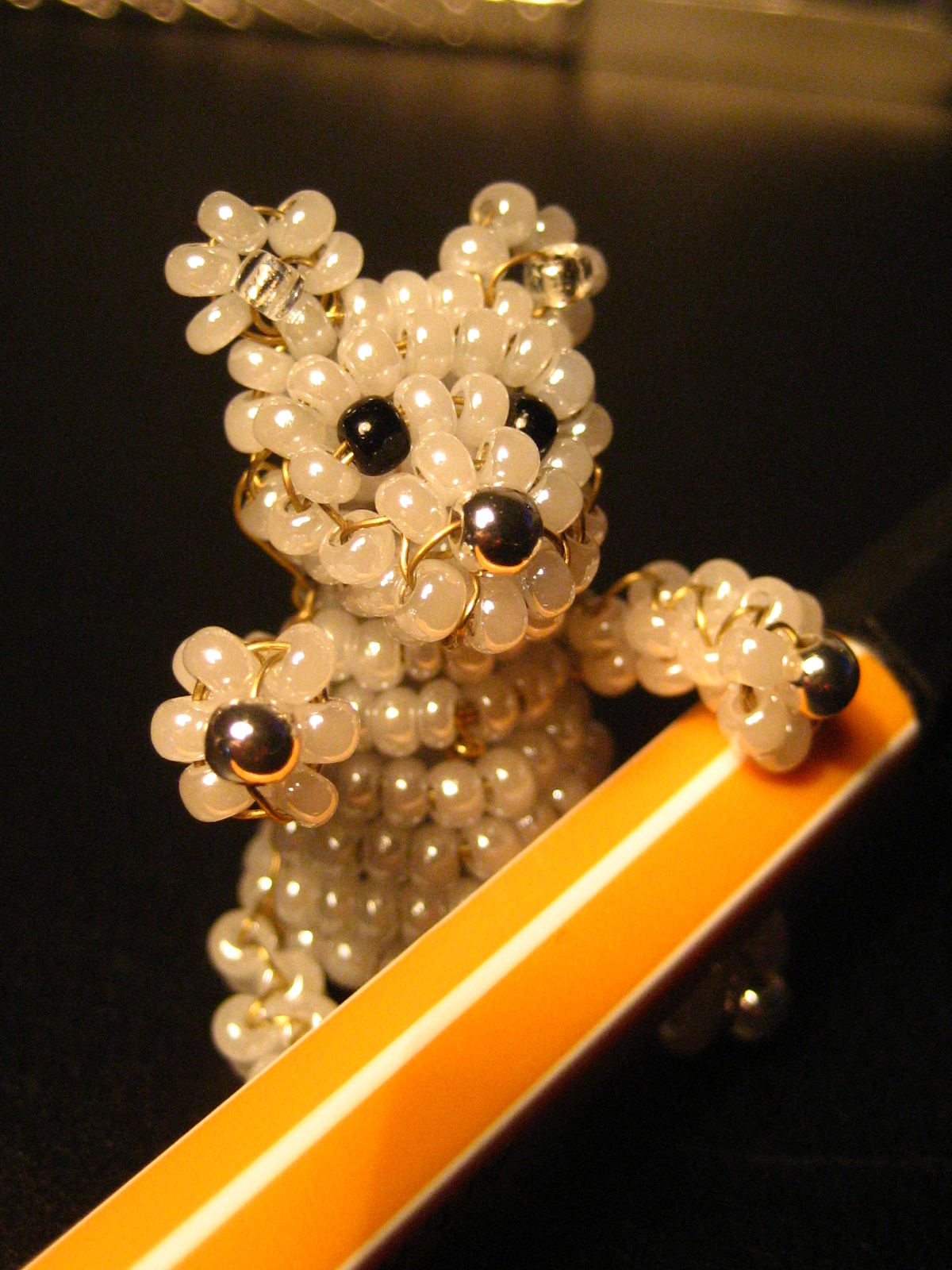
ビーズで作ったシロクマ

- - ビーズクロッシェ（英語版）（かぎ針編み）（Beaded Crochet） - ビーズを使った編み物。

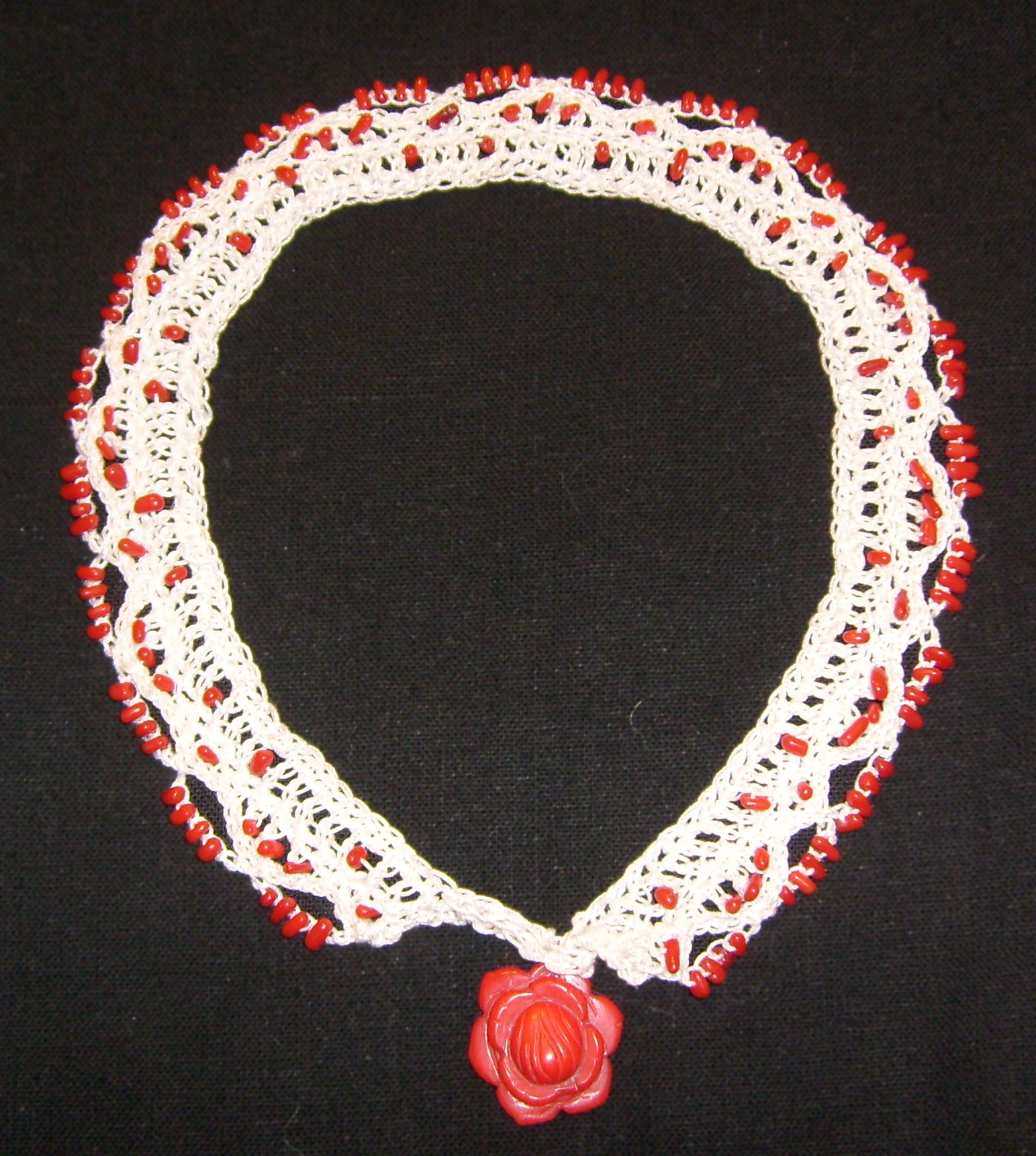
ビーズクロッシェのネックレス

- - ビーズフラワー - シードビーズを使用して造花を作ること。フレンチビーズフラワー。
- アイロンビーズ - 直径8mm程度のパイプ状のビーズをならべて平面的な絵柄を作り、アイロンなどの熱で溶かして接着し、モチーフを作ること。ポケモンキャラクターやハローキティのモチーフを作るためのキットが販売されている。一時期、小学生を中心に流行したため、時折、観光地やイベントで子供向けの一日教室が開催されている。低年齢向けに、水で溶けるビーズ（アクアビーズ）を使用したものもある。
- スキル手芸・スキルスクリーン - 直径5mm程度のビーズを糸に通し、すだれ状に並べて絵を作ること。
- ビータッチ手芸 - ビーズを糊のついた専用の台に貼付け、絵を作ること。モザイク画に似た物が出来る。

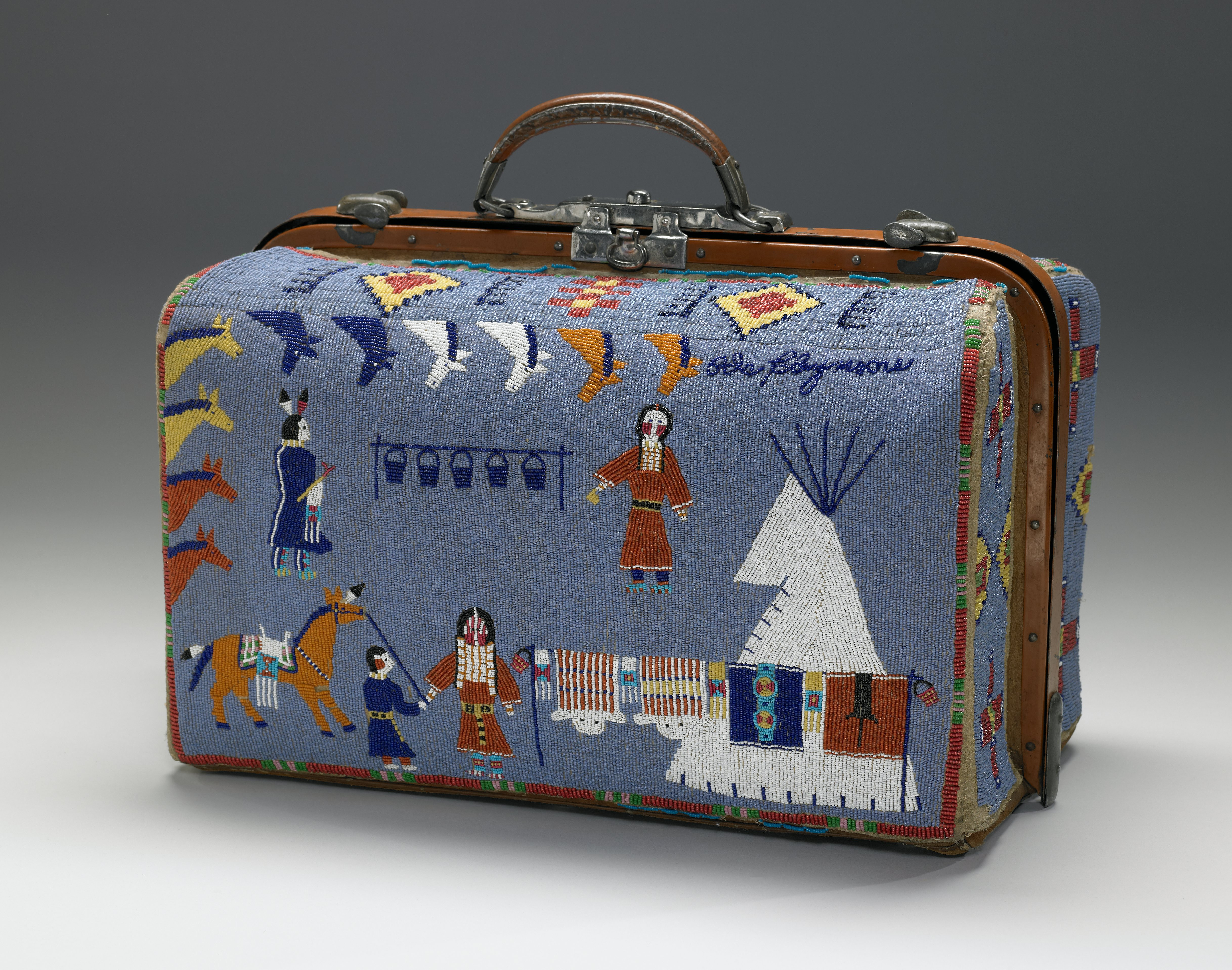
ネイティブ・アメリカンダコタ族のネリー・トゥー・ベアーズ・ゲーツのビーズ細工作品「スーツケース」(1880 ～ 1910 年)

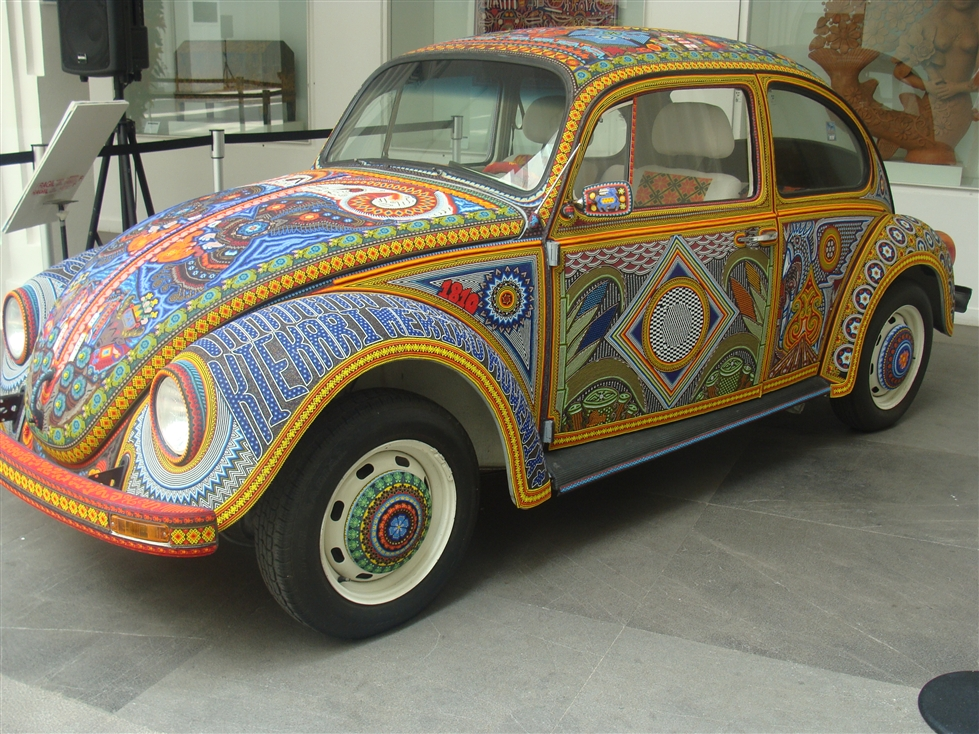
メキシコウイチョル族が旧ビートルにビーズ細工を施した作品「Vochol
」（2010年）